# Рок-н-Ролл (вистава)
«Рок-н-рол» (англ. Rock 'n' Roll) — драма британського драматурга Тома Стоппарда у двох діях, написана у 2006 році. Події вистави розгортаються в Чехословаччині і Великій Британії між Празькою весною і Оксамитовою революцією. Прем'єра відбулася в театрі Ройал-Корт 3 червня 2006 року. П'єса присвячена останньому президенту Чехословаччини і першому президенту Чехії Вацлаву Гавелу.

## Сюжет
Сюжет вистави розгортається навколо значення рок-н-роллу під впливом соціалістичного руху в Чехословаччині часів Східного блоку. Дія відбувається в Кембриджі (Велика Британія) і в Празі між 1968 і 1989 роками. Основний конфлікт вистави — це контраст між молодим чеським студентом, фанатом року, який, повернувшись в 1968 році в Прагу, зазнав переслідувань і репресій за свої прогресивні думки, і його англійським викладачем марксизму, який вірить в соціалістичні ідеали. Охоплюючи за часом кілька десятиліть, вистава закінчується в 1990 році легендарним концертом The Rolling Stones в Празі.
Окрім The Rolling Stones у п'єсі згадується одним з героїв Сід Барретт: вистава відкривається його виконанням «Golden Hair», а також посилання на його спосіб життя і психічний стан постійно простежуються в сюжеті (Барретт помер у той час, коли йшла вистава). Своєрідним героєм — символом опору комуністичному режиму — в п'єсі показано чеський андерґраунд — групу The Plastic People of the Universe (або просто «пластики»). Ще одним лейтмотивом стало творчість Сапфо: її язичницька чуттєвість порівнюється з безконтрольною силою рок-музики.
Одним із героїв вистави є чеський письменник, журналіст Фердинанд. Цей персонаж є альтер его першого президента Чехії Вацлава Гавела (якого Фердинанд неодноразово згадує під час вистави). Сам Гавел написав три вистави, де головним героєм був Фердинанд Ванек, під яким він мав на увазі самого себе. Ці вистави поширювалися через самвидав і стали символом опору. Багато хто як знак поваги до Гавела використовував Фердинанда Ванека як головного героя своїх вистав часів Оксамитової революції. Стоппард продовжив цю традицію.

## Дійові особи
Ян — студент Кембриджу, на початку вистави їде додому до Праги, бо там почалися заворушення. Фанат року. 

Макс — професор Кембриджу, вірить у перемогу соцілізму до самого кінця 

Елеанор — дружина Макса 

Есме — дочка Елеанори і Макса 

Найджел — колишній чоловік Есме 

Фердинанд — празький знайомий Яна 

Еліс — дочка Елеанори і Найджела 

Лінка — учениця Елеанори 

Кандіда — нова дружина Найджела 

Стівен — друг Еліс 

Магда — дівчина Яна 

Офіцери держбезпеки

## Вистави

### Лондонська вистава
Оригінальна вистава відбулася 3 червня 2006 року в театрі Ройал-Корт і тривала до 17 липня того ж року, після чого йшла на сцені театру Герцога Йоркського до 27 лютого 2007 року. На прем'єрі були присутні Вацлав Гавел і Мік Джаггер, музика групи якого звучить у фінальній сцені п'єси. Режисером лондонської постановки виступив Тревор Нанн.

### Інші постановки
Вистава відкрилася на Бродвеї 4 листопада 2007 року (попередні покази з 17 жовтня) в театрі Бернард Джейкобс. Руфус Сюелд, Браян Кокс і Шиноді Кюсак повторили свої ролі, режисером знову виступив Тревор Нанн. Закрилася вистава 9 березня 2008 року.
Окрім Нью-Йорка, в США виставу поставили також в Сан-Франциско, Вашингтоні, Чикаго та інших містах. 2008 року вистава була поставлена в Мельбурні, восени 2009 року в Торонто. Виставу переклали на інші мови і поставили в Японії, Туреччині і Косово.